# Party Hard (jogo eletrônico)
Party Hard é um jogo eletrônico de ação e stealth criado pela desenvolvedora ucraniana  Pinokl Games e publicado pela tinyBuild. O jogador é um serial killer que se infiltra em festas de madrugada com o objetivo de assassinar a todos sem ser pego. O jogo está disponível para Windows, OS X, Linux, Fire OS, PlayStation 4, Xbox One, iOS, Android, e Nintendo Switch. Outros jogos da franquia incluem Party Hard Tycoon e Party Hard 2.